# Tiahuanaco

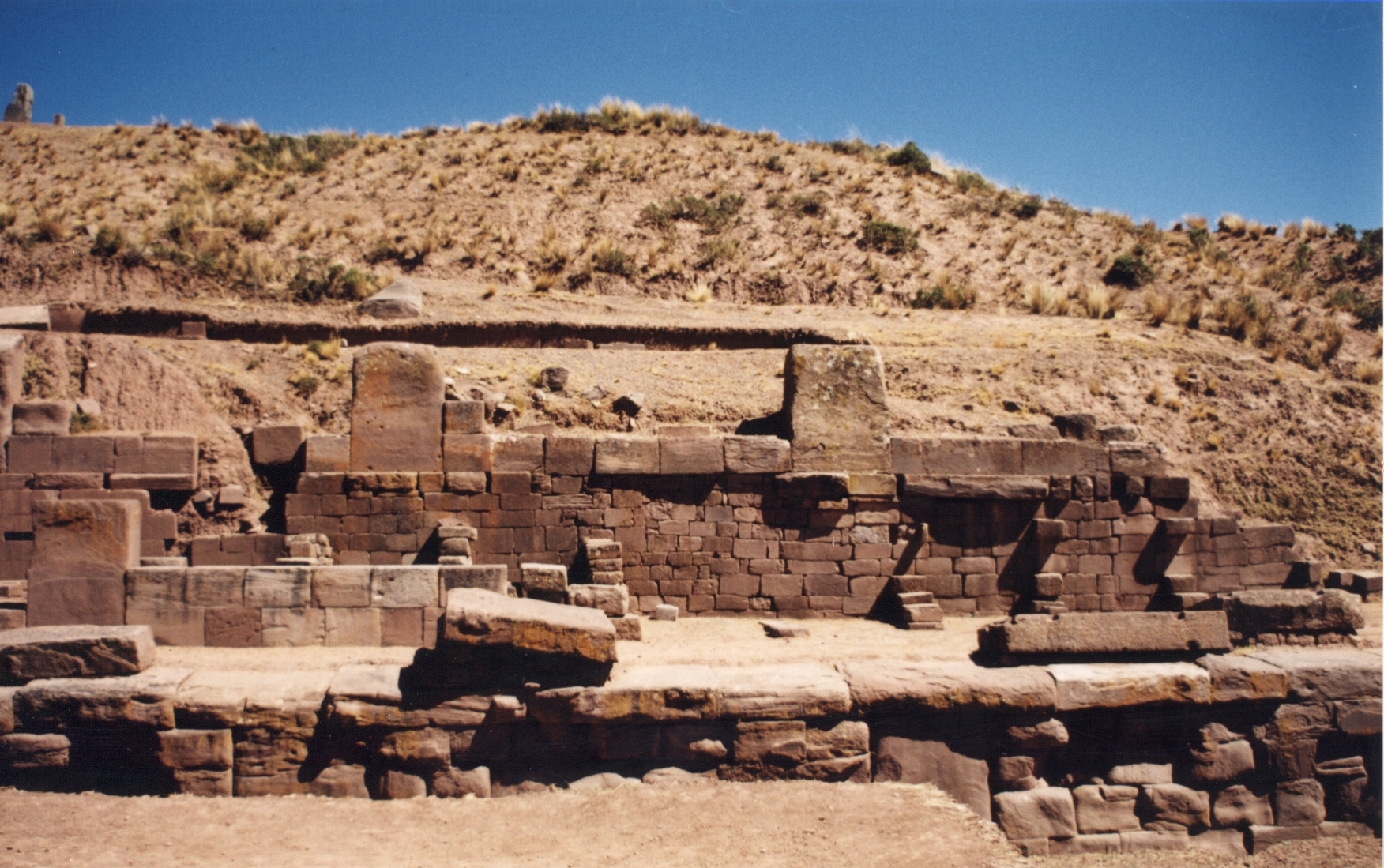
Akapana

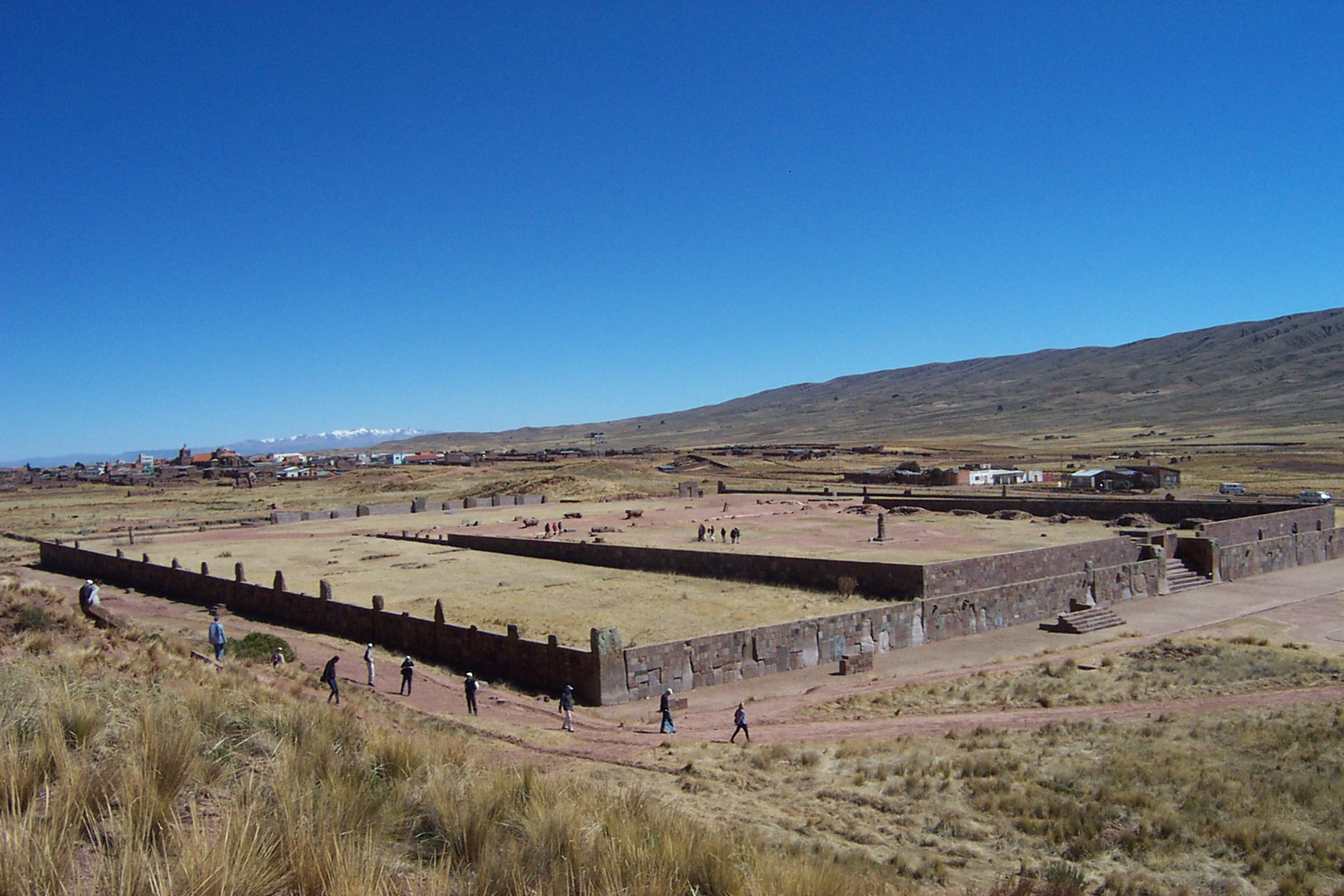
Kalasasaya

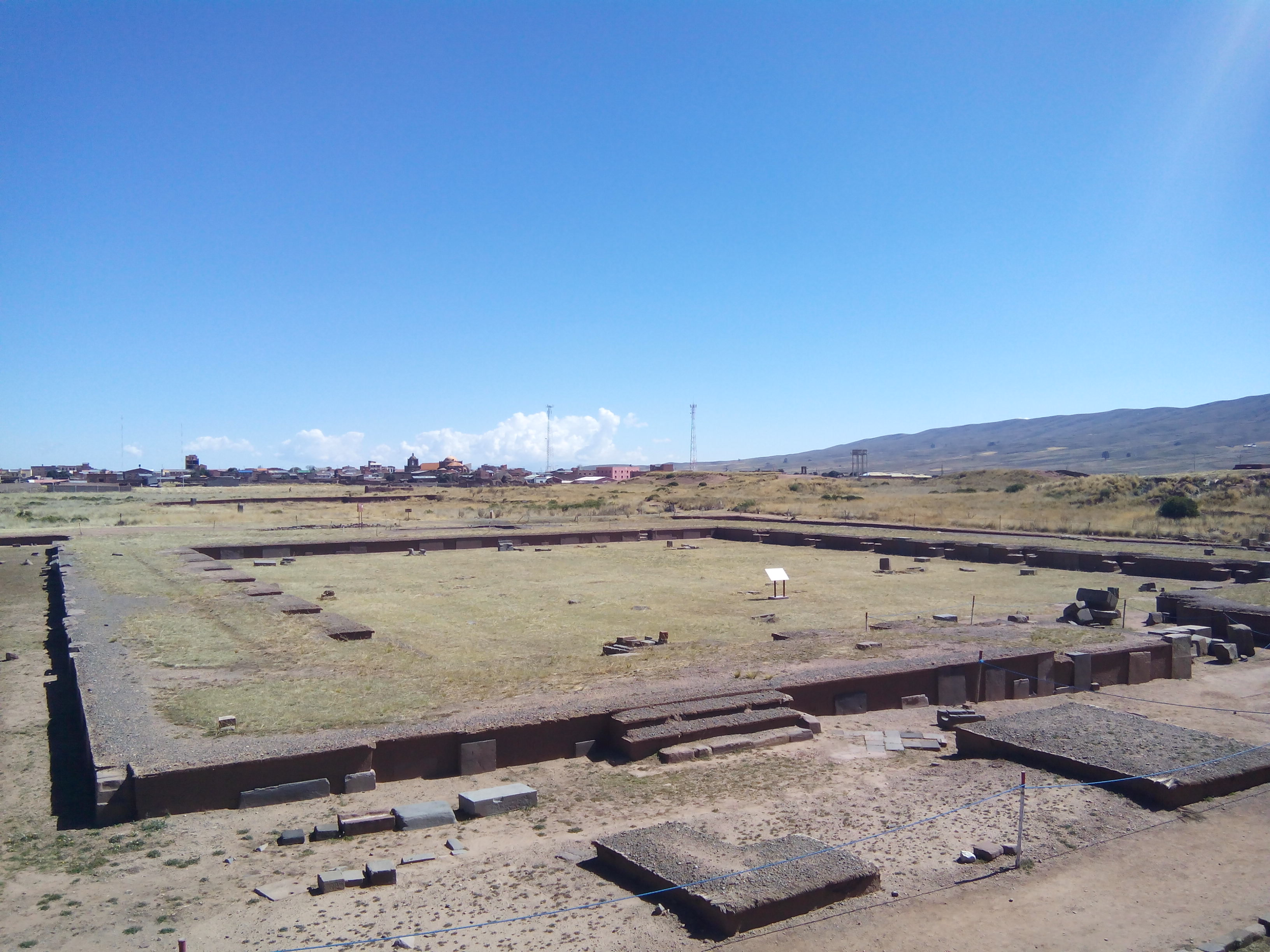
Putuni

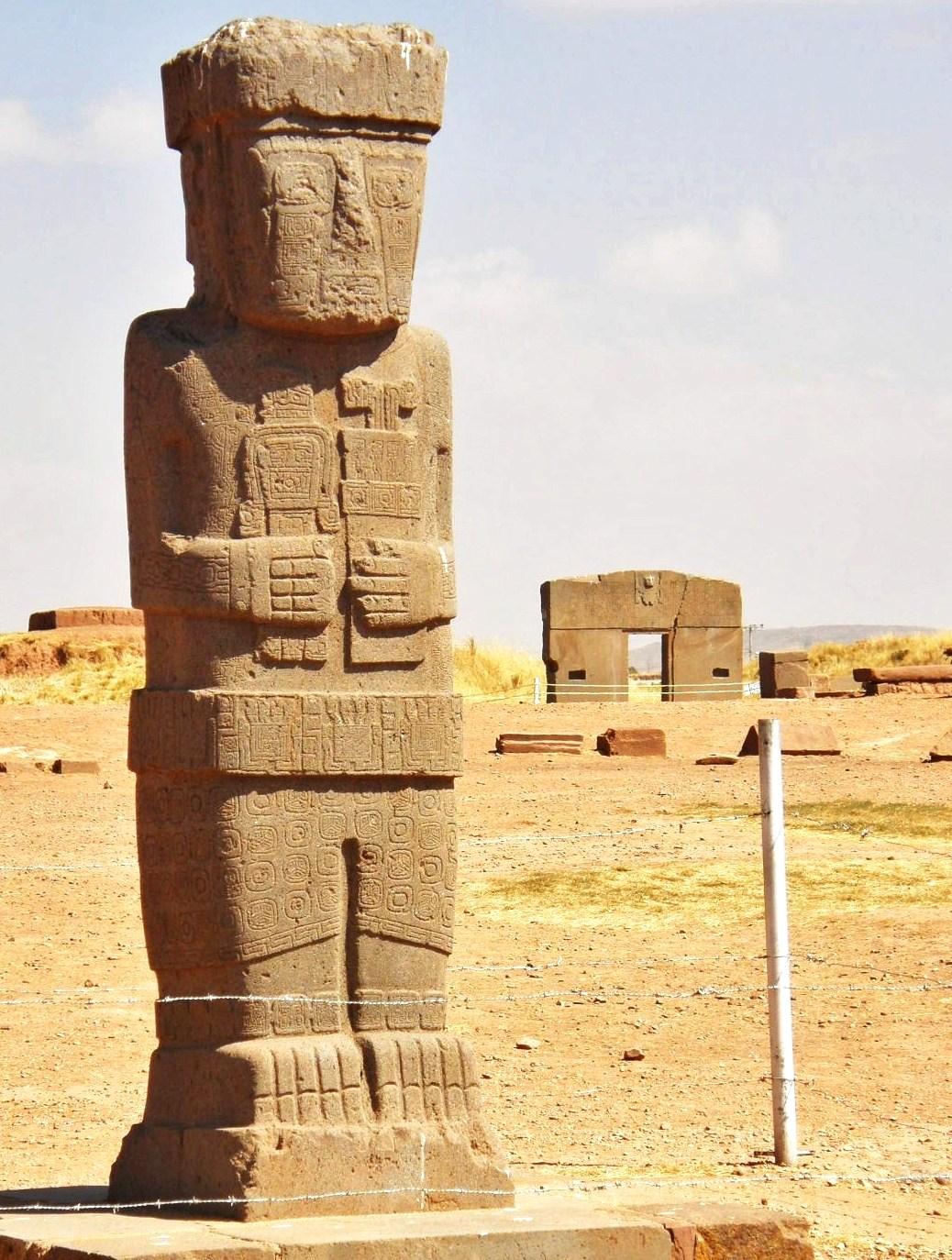
Stela zwana Monolit Ponce’a, w tle Brama Słońca

Tiahuanaco (w języku keczua) lub Tiwanaku (w języku ajmara) – największy ośrodek kultury andyjskiej z okresu regionalnego, wpisany na listę światowego dziedzictwa kultury UNESCO. Położony jest w pobliżu jeziora Titicaca w departamencie La Paz w Boliwii na wysokości 3800 m n.p.m.

## Historia
Nie do końca wyjaśnione są źródła powstania i przyczyny upadku tego miasta. Ruiny zostały odkryte przez konkwistadorów, odwiedzane przez podróżników w XIX wieku, zostały opisane i zilustrowane. Pierwsze badania archeologiczne zostały prowadzone w 1955 r. przez Ibarrę Grasso. Czas powstania Tiahuanaco datuje się na VI wiek p.n.e., największy rozwój ośrodka datowany jest na okres III–VIII w., okres ekspansji trwał od VIII do XII w. W tym czasie Tiahuanaco swoim wpływem objęło cały obszar Ameryki andyjskiej od północnego Chile i Argentyny do północnych wybrzeży Peru oraz zachodnią Boliwię. 

## Badania archeologiczne
Z najwcześniejszego okresu rozwoju ośrodka zachowały się tylko wyroby ceramiczne przypominające swoim wyglądem znaleziska z Paracas. Część znalezisk ozdobiona jest malowaną dekoracją w polach ograniczonych nacinanymi ornamentami, druga grupa to pozbawione kolorowych ornamentów naczynia ozdobione motywami schodkowymi. Niektóre naczynia mają malowane głowy kotów. Jedyna informacja o architekturze tego okresu pochodzi z dekoracji naczynia przedstawiającej budynek prostokątny w planie, przykryty dwuspadowym dachem. Drzwi i fryz narysowanego budynku zdobi motyw schodkowy. Ceramika została odnaleziona przede wszystkim w zachowanych okrągłych grobach. 
Zachowane ruiny monumentalnych budowli pochodzą z okresu największego rozwoju ośrodka. Zachowane w centrum zabudowania to kompleks dwóch, połączonych ze sobą drogą, zespołów ruin zajmujący powierzchnię ok. 3,0 km². W skład pierwszego zespołu wchodzą: wzgórze Akapana, Kalasasaya, Putuni oraz częściowo zagłębiona w ziemi mała świątynia. Zespół drugi to pozostałości Puma Punku. 
Najokazalszą budowlą jest Akapana. Jest to piętnastometrowej wysokości platforma o powierzchni 108 × 135 metrów. Boki jej pokryte są murami, a wnętrze to skupisko budowli wzniesionych wokół dużego zbiornika wody. Ściany zbiornika oblicowane zostały płytami kamienia. Kalasasaya to platforma w kształcie litery U i wymiarach w planie 135 × 120 m. Podobnie jak Akapana, została otoczona murami, z których zachowały się pionowe bloki skalne, połączone dawniej ścianami. Na dziedziniec prowadziły monumentalne schody zbudowane z sześciu stopni. Na wewnętrznym placu, na dwustopniowej platformie stał budynek o wymiarach 68 × 34 m. Najprawdopodobniej była to świątynia. W skład zespołu wchodzi Brama Słońca. Jest to kamienna konstrukcja w kształcie wolno stojącej bramy. Zbudowana została z bloków andezytu grubości 0,5 m, wysokość konstrukcji wynosi 2,73 m, a jej szerokość to 3,80 m. Bramę zdobi fryz, w którego centrum umieszczona jest podobizna boga Wirakoczy. Bóstwo umieszczone jest na podwyższeniu. W rękach trzyma symbole władzy, twarz ma przesłoniętą maską. Postać wpisana jest w kwadrat. W trzech poziomych rzędach, po obu stronach centralnej postaci umieszczono 48 „zapłakanych” ptaków. Najprawdopodobniej są to kapłani-wojownicy w rytualnych maskach kondora, składający hołd swojemu bóstwu. Postacie zostały umieszczone w kwadratowych, obramowanych polach. Meander z symbolami słońca stanowi dolne wykończenie fryzu. Cały ozdobny relief przypomina tkaninę. Taki powtarzalny rytm, geometryczna stylizacja, jest typowym elementem sztuki Tiahuanaco. Najlepiej zachowaną budowlą tego zespołu jest mała świątynia. Jest to plac 28 × 26 m otoczony murami ozdobionymi od wewnętrznej strony nasadzonymi na trzpienie kamiennymi głowami. Budowla przypomina zabytki Chavín. Na wewnętrznym dziedzińcu ustawiony jest obelisk tzw. Brodaty.
Akapana i Kalasasaya połączone są brukowaną aleją. Podobna droga prowadziła do Putuni i Puma-Punku. Zachowane pozostałości Puma-Punku to trzy platformy, na których wzniesiona była dużych rozmiarów budowla złożona z wielu wąskich pomieszczeń wychodzących na dziedziniec. Jej układ wykazuje spore podobieństwo do pałaców wznoszonych przez Majów. Sporych rozmiarów bloki kamienia, tworzące ściany, posadzki i dach, połączone były ze sobą miedzianymi klamrami. W Tiahuanaco odnaleziono także stele kamienne o kilkumetrowej wysokości. Są to monolity przedstawiające postacie mężczyzn o dość symbolicznie zaznaczonych rękach i nogach. Możliwe, że były to kamienne filary. Znaczna część zabytków Tiahuanaco uległa zniszczeniu przez eksploatację ruin służących za swoisty "skład materiałów budowlanych" nie tylko okolicznym mieszkańcom, ale także budowniczym kolei La Paz. 
Ceramika z tego okresu to cylindryczne naczynia o płaskiej podstawie i naczynia o kształtach zoomorficznych. Częstym motywem zdobniczym było wyobrażenie głowy kota (jaguara). 
W wyniku ekspansji ośrodka odnaleziono wiele innych stanowisk archeologicznych stylistycznie związanych z kulturą Tiahuanaco. Budowle Wankani na północnym brzegu jeziora Titicaca przypominają zabudowania Kalasasaya. W Huari odnaleziono rzeźby przypominające rzeźby Tiahuanaco. Samo Huari zbudowane było z 16 dzielnic otoczonych murami. Wewnątrz każdej dzielnicy umieszczono domy zbudowane z kamiennych ciosów. Ceramika Huari, początkowo znajdowała się pod wpływem Nazca, dopiero później zaznaczyły się wpływy Tiahuanaco. Jej zdobnictwo i forma jest znacznie bogatsza od zabytków znalezionych w Tiahuanaco. Częstym elementem zdobniczym umieszczanym na kulistych naczyniach są postacie człowieka. W Pachacamac, wcześniej znajdującego się pod wpływem Mochica, ceramika i tkanina zdobiona jest wzorami geometrycznymi i motywami występującymi na Bramie Słońca w Tiahuanaco. 
Nie wiadomo, czy wpływy Tiahuanaco na inne lokalne ośrodki spowodowane były ekspansją militarną, religijną czy kulturową. Badania archeologiczne świadczą o objęciu przez tę kulturę znacznej powierzchni Ameryki Południowej. Archeolodzy zakładają, że miasto Huari pełniło rolę pomostu łączącego Tiahuanaco z całym terenem wybrzeża dzisiejszego Peru. Stąd styl związany z Tiahuanaco nosi często nazwę Tiahuanaco-Huari, a nawet Huari.